# Apeadeiro de Paramos
O Apeadeiro de Paramos é uma gare da Linha do Norte, que serve a localidade de Paramos, no Distrito de Aveiro, em Portugal.

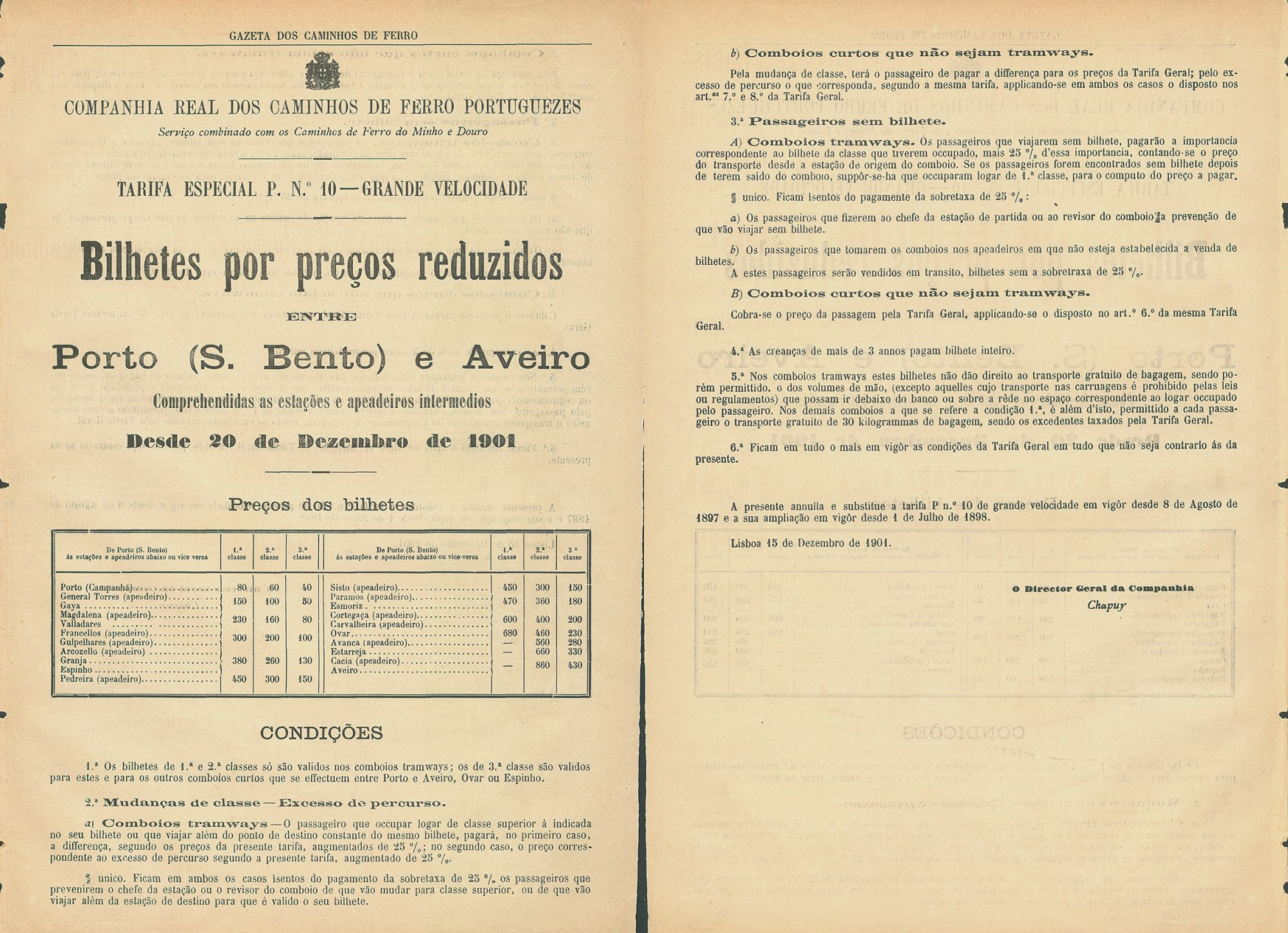
Anúncio de 1901 da Companhia Real, para bilhetes a preços reduzidos no troço entre as estações de São Bento e Aveiro, incluindo o Apeadeiro de Paramos.

## Descrição
Este apeadeiro tem acesso pela Rua Conceição Jesus, na localidade de Paramos. Faz parte da rede de serviços urbanos do Porto da operadora Comboios de Portugal.

## História
Este apeadeiro situa-se no troço da Linha do Norte entre Vila Nova de Gaia e Estarreja, que entrou ao serviço em 8 de Julho de 1863, pela Companhia Real dos Caminhos de Ferro Portugueses.